# Дара (район Рудаки)
Дара́ (тадж. Дара) — село в районах республиканского подчинения Республики Таджикистан. 
Входит в состав джамоата (сельской общины) Рохати района Рудаки.
Находится на расстоянии 69 км от райцентра (пгт. Сомониён) и 30 км от центра джамоата (село Теппаи-Самарканди).
Население — 1373 чел. (2017).